# Hermann Hänggi
Hermann Hänggi (Mümliswil-Ramiswil, 15 ottobre 1894 – Burgdorf, 21 novembre 1978) è stato un ginnasta svizzero.

## Palmarès

### Olimpiadi
- Oro a Amsterdam 1928 nel cavallo con maniglie.
- Oro a Amsterdam 1928 nel concorso a squadre.
- Argento a Amsterdam 1928 nel concorso individuale.
- Bronzo a Amsterdam 1928 nel parallele simmetriche.